# Synopeas zaitama
Synopeas zaitama är en stekelart som beskrevs av Yoshida och Hirashima 1979. Synopeas zaitama ingår i släktet Synopeas och familjen gallmyggesteklar. Inga underarter finns listade i Catalogue of Life.